# كريستيان باروس
كريستيان باروس (بالإسبانية: Cristian Barros)‏ هو دبلوماسي تشيلي، ولد في 9 أكتوبر 1952 في سانتياغو في تشيلي.